# بخش بوبینی
بخش بوبینی (به فرانسوی: Arrondissement de Bobigny) یک بخش در فرانسه است که در سن-سن-دنی واقع شده‌است.